# Stian Gregersen
Stian Gregersen, né le 17 mai 1995 à Kristiansund en Norvège, est un footballeur international norvégien, qui évolue au poste de défenseur central à Atlanta United.

## Biographie

### Débuts professionnels
Né à Kristiansund en Norvège, Stian Gregersen rejoint le Molde FK en 2012 en provenance du Clausenengen FK. Il commence toutefois sa carrière au Kristiansund BK, où il est prêté en 2012.
En mars 2015 Gregersen est à nouveau prêté au Kristiansund BK.
Il joue son premier match avec le Molde FK le 17 juillet 2016 face à l'IK Start, en championnat. Il entre en jeu à la place de Sander Svendsen et les deux équipes se neutralisent ce jour-là (2-2).

### IF Elfsborg
Le 16 février 2019 Stian Gregersen est prêté pour une saison au club suédois de l'IF Elfsborg. Il joue son premier match en étant titularisé face à l'Hammarby IF le 1er avril 2019, lors de la première journée de la saison 2019 d'Allsvenskan. Les deux équipes font match nul ce jour-là (1-1).

### Retour au Molde FK
Gregersen est de retour à Molde pour la saison 2020, qu'il entame comme titulaire, il marque même un but lors de la troisième journée, celui de la victoire dans le temps additionnel face à l'IK Start le 24 juin 2020 (2-3). Il se blesse toutefois après ce match et est absent pour une longue période.

### Girondins de Bordeaux
Le 31 août 2021, Stian Gregersen signe un contrat de quatre ans avec les Girondins de Bordeaux. Il est le tout premier joueur norvégien de l'histoire du club.
Gregersen joue son premier match pour Bordeaux le 12 septembre 2021 contre le RC Lens, en championnat. Il entre en jeu à la place de Rémi Oudin et son équipe s'incline par trois buts à deux. Il inscrit son premier but pour Bordeaux le 28 novembre 2021 face au Stade brestois 29. Titularisé, il ouvre le score, mais ne peut empêcher la défaite de son équipe (1-2 score final).
S'imposant comme un titulaire chez les girondins, Gregersen prolonge son contrat le 21 décembre 2022. Il est alors lié au club jusqu'en juin 2026.

### Atlanta United
Le 11 janvier 2024, Stian Gregersen quitte les Girondins de Bordeaux pour rejoint l'Atlanta United. Il signe un contrat courant jusqu'en décembre 2027, avec une année supplémentaire en option.
Le 21 juillet 2024, Gregersen se fait remarquer en marquant deux buts face au Crew de Columbus lors d'une rencontre de MLS. Il s'agit de ses deux premiers buts pour le club et ils permettent à son équipe de s'imposer (2-0 score final).

### En équipe nationale
Le 27 mars 2021, il reçoit sa première sélection en équipe de Norvège, lors d'un match face à la Turquie. Propulsé directement titulaire, il joue l'intégralité de cette rencontre. Ce match perdu 0-3 rentre dans le cadre des éliminatoires du mondial 2022.